# Peperomia dusenii
Espèce
Peperomia dusenii  C.CD est une espèce de plantes à fleurs de la famille des Piperaceae et du genre Peperomia, endémique du Cameroun.

## Étymologie
Son épithète spécifique dusenii rend hommage au botaniste suédois Per Karl Hjalmar Dusén, collecteur de plantes au mont Cameroun (région du Sud-Ouest) de 1890 à 1892, qui récolta le spécimen conservé aux Jardins botaniques royaux de Kew.